# Cirill (keresztnév)
A Cirill görög eredetű férfinév; a Kürillosz név latin Cyrillus változatának a rövidülése. Jelentése: az Úrhoz tartozó, Istennek szentelt.  Női párja: Cirilla.

## Rokon nevek
- Kirill:[1] a név görög eredetijéből származik.[3]

## Gyakorisága
Az 1990-es években a Cirill és Kirill szórványos név, a 2000-es években nem szerepelnek a 100 leggyakoribb férfinév között.

## Névnapok
Cirill, Kirill:
- február 9.[4]
- február 14.[4]
- március 18.[4]
- március 29.[4]
- június 26.[4]
- július 7.[4]
- július 17.[4]

## Híres Cirillek, Kirillek
- Kiril Lazarov macedón kézilabdázó
- Szent Cirill
- Hortobágyi T. Cirill pannonhalmi főapát